# Raionul Kramatorsk, Donețk
Kramatorsk (în ucraineană Краматорський район, transliterat: Kramatorskîi raion) este un raion în regiunea Donețk, Ucraina. Are reședința la Kramatorsk.
Are o suprafață de 5.186,3 km². Populația este de 568.000 locuitori, determinată în 2020.